# Pycnocrania grandidieri
Pycnocrania grandidieri är en insektsart som först beskrevs av Henri Saussure 1888.  Pycnocrania grandidieri ingår i släktet Pycnocrania och familjen gräshoppor. Inga underarter finns listade i Catalogue of Life.